# Bükkösd, Baranya
Bükkösd este un sat în districtul Szentlőrinc, județul Baranya, Ungaria, având o populație de 1.138 de locuitori (2011). 

## Demografie
Componența etnică a satului Bükkösd
     Maghiari (86,1%)
     Romi (6,75%)
     Germani (6,55%)
     Necunoscut (0,6%)
     Alții (0,6%)
Componența confesională a satului Bükkösd
     Romano-catolici (45,08%)
     Fără religie (13,36%)
     Reformați (2,55%)
     Necunoscută (38,66%)
     Atei (0,35%)
     Alte religii (0,26%)
Conform recensământului din 2011, satul Bükkösd avea 1.138 de locuitori. Din punct de vedere etnic, majoritatea locuitorilor (86,1%) erau maghiari, existând și minorități de romi (6,75%) și germani (6,55%). Apartenența etnică nu este cunoscută în cazul a 0,6% din locuitori. Nu există o religie majoritară, locuitorii fiind romano-catolici (45,08%), persoane fără religie (13,36%) și reformați (2,55%). Pentru 38,66% din locuitori nu este cunoscută apartenența confesională.